# 本宮町 (名古屋市)
本宮町（ほんぐうちょう）は、愛知県名古屋市港区の地名。現行行政地名は本宮町1丁目から本宮町8丁目。住居表示未実施。

## 地理
名古屋市港区中央部に位置する。東は金船町、西は東土古町・寛政町、南はいろは町・本宮新町、北は川西通・小碓町・泰明町に接する。

## 歴史

### 町名の由来
地内の竜神社が新田最初の神社として建立されたことにより、「元の宮」と通称されていたことに由来する。ただし、元宮町が昭和区にあることから表記を変えたという。

### 行政区画の変遷
- 1938年（昭和13年）4月1日 - 港区熱田前新田・寛政町の各一部により、同区本宮町として成立する[1]。
- 1950年（昭和25年）12月15日 - 本宮町二丁目と港区小碓町（字南堤起）の各一部を本宮町一丁目に、本宮町三丁目と熱田前新田（字いろは）の各一部を本宮町二丁目にそれぞれ編入する[1][4]。寛政土地区画整理組合の換地処分による。
- 1965年（昭和40年）5月31日 - 港区寛政町・熱田前新田の各一部を編入する[1]。

## 世帯数と人口
2019年（平成31年）3月1日現在の世帯数と人口は以下の通りである。
| 町丁   | 世帯数  | 人口    |
| ------ | ------- | ------- |
| 本宮町 | 939世帯 | 2,187人 |

### 人口の変遷
国勢調査による人口の推移
| 2000年（平成12年） | 2,275人 | [ WEB 6 ] |  |
| 2005年（平成17年） | 2,301人 | [ WEB 7 ] |  |
| 2010年（平成22年） | 2,198人 | [ WEB 8 ] |  |
| 2015年（平成27年） | 2,185人 | [ WEB 9 ] |  |

## 学区
市立小・中学校に通う場合、学校等は以下の通りとなる。また、公立高等学校に通う場合の学区は以下の通りとなる。なお、小学校は学校選択制度を導入しておらず、番毎で各学校に指定されている。
| 丁目        | 小学校                                    | 中学校                                    | 高等学校 |
| ----------- | ----------------------------------------- | ----------------------------------------- | -------- |
| 本宮町1丁目 | 名古屋市立成章小学校                      | 名古屋市立港明中学校                      | 尾張学区 |
| 本宮町2丁目 | 名古屋市立成章小学校                      | 名古屋市立港明中学校                      | 尾張学区 |
| 本宮町3丁目 | 名古屋市立成章小学校                      | 名古屋市立港明中学校                      | 尾張学区 |
| 本宮町4丁目 | 名古屋市立成章小学校 名古屋市立小碓小学校 | 名古屋市立港明中学校 名古屋市立港北中学校 | 尾張学区 |
| 本宮町5丁目 | 名古屋市立小碓小学校                      | 名古屋市立港北中学校                      | 尾張学区 |
| 本宮町6丁目 | 名古屋市立小碓小学校                      | 名古屋市立港北中学校                      | 尾張学区 |
| 本宮町7丁目 | 名古屋市立小碓小学校                      | 名古屋市立港北中学校                      | 尾張学区 |
| 本宮町8丁目 | 名古屋市立成章小学校                      | 名古屋市立港明中学校                      | 尾張学区 |

## 交通
- 名古屋市道名古屋環状線[2]

## 施設
- 曹洞宗如意寺[2]
- 真宗大谷派浄専寺[2]
- 竜神社[2]
- 天理教尾頭分教会[2]
- うぐいす幼稚園[2]
- 親愛保育園[2]

## その他

### 日本郵便
- 郵便番号 : 455-0064[WEB 3]（集配局：名古屋港郵便局[WEB 12]）。

### WEB
1. 1 2  “愛知県名古屋市港区の町丁・字一覧”.   人口統計ラボ. 2017年10月7日閲覧。
2. 1 2  “町・丁目(大字)別、年齢(10歳階級)別公簿人口(全市・区別)”.   名古屋市 (2019年3月20日). 2019年3月21日閲覧。
3. 1 2  “郵便番号”.  日本郵便. 2019年3月17日閲覧。
4. ↑  “市外局番の一覧”.   総務省. 2019年1月6日閲覧。
5. ↑  名古屋市役所市民経済局地域振興部住民課町名表示係 (2015年10月21日). “港区の町名一覧”.   名古屋市. 2020年11月15日閲覧。
6. ↑  名古屋市役所総務局企画部統計課統計係 (2005年7月1日). “（刊行物）名古屋の町(大字)・丁目別人口 (平成12年国勢調査) 港区” (XLS). 2017年10月8日閲覧。
7. ↑  名古屋市役所総務局企画部統計課統計係 (2007年6月29日). “平成17年国勢調査　名古屋の町(大字)別・年齢別人口 港区” (XLS). 2017年10月8日閲覧。
8. ↑  名古屋市役所総務局企画部統計課統計係 (2012年6月29日). “平成22年国勢調査　名古屋の町(大字)別・年齢別人口 港区” (XLS). 2017年10月8日閲覧。
9. ↑  名古屋市役所総務局企画部統計課統計係 (2017年7月7日). “平成27年国勢調査　名古屋の町(大字)別・年齢別人口” (XLS). 2017年10月8日閲覧。
10. ↑  “市立小・中学校の通学区域一覧”.   名古屋市 (2018年11月10日). 2019年1月14日閲覧。
11. ↑  “平成29年度以降の愛知県公立高等学校（全日制課程）入学者選抜における通学区域並びに群及びグループ分け案について”.   愛知県教育委員会 (2015年2月16日). 2019年1月14日閲覧。
12. ↑  “郵便番号簿 2018年度版” (PDF).   日本郵便. 2019年4月14日閲覧。

### 文献
1. 1 2 3 4  名古屋市計画局 1992, p. 837.
2. 1 2 3 4 5 6 7 8 9  「角川日本地名大辞典」編纂委員会 1989, p. 1535.
3. 1 2  名古屋市計画局 1992, p. 542.
4. ↑  計第194号『町並びに字区域の変更について』　名古屋市会議案綴（総務局総務課,1950）